# Yelena Vıstropova
Yelena Vıstropova (russisch Еле́на Евге́ньевна Выстропова, deutsche Transkription Jelena Jewgenjewna Wystropowa, englische Transkription Elena Evgenyevna Vystropova; * 3. November 1988 in Sulak, Dagestanische ASSR, Russische SFSR, Sowjetunion) ist eine aserbaidschanische Boxerin.

## Karriere
Vıstropovas erster internationaler Erfolg war ein zweiter Platz im Weltergewicht (bis 69 kg) beim Ahmet-Cömert-Turnier in Istanbul im Jahr 2007. Sie startete zu dieser Zeit noch für den russischen Boxverband. 2008 startete sie bei den Weltmeisterschaften in Ningbo, schied jedoch bereits im Viertelfinale gegen die spätere Weltmeisterin Ariane Fortin aus Kanada (13:3) aus.
2009 und 2010 konnte sich Vıstropova auf nationaler Ebene nicht durchsetzen. 2011 nahm sie die aserbaidschanische Staatsbürgerschaft an und startete bei den Europameisterschaften in Rotterdam, bei denen sie jedoch im Achtelfinale gegen die spätere Europameisterin Marichelle de Jong, Niederlande (12:9), ausschied.
Bei den Weltmeisterschaften 2012 in Qinhuangdao erreichte Vıstropova nach Siegen über Viktoria Kebikova, Belarus (18:7), Roselli Feitosa, Brasilien (17:12), Luminita Turcin, Rumänien (RSC 3.), Liliya Durnyeva, Ukraine (12:5), und Anna Laurell, Schweden (16:15), das Finale im Mittelgewicht (bis 75 kg), welches sie gegen Savannah Marshall, England (17:15), verlor und damit eine Silbermedaille gewann. Damit qualifizierte sich Vıstropova für die Olympischen Spiele in London im selben Jahr, wo sie jedoch bereits im ersten Kampf gegen Edith Ogoke, Nigeria (14:12), ausschied.
2014 wurde Vıstropova in Bukarest Europameisterin. Im Finale schlug sie Stacey Copeland, England, mit 3:0 Punktrichterstimmen. Im selben Jahr nahm sie auch an den Weltmeisterschaften in Jeju teil und errang nach Siegen über Stacey Copeland (3:0), Chen Chia-Chun, Taiwan (3:0), und Danyelle Wolf, USA (2:1), und einer Halbfinalniederlage gegen Atheyna Bylon, Panama (2:1), die Bronzemedaille.